# Volkswagen ID.7
A Volkswagen ID.7 egy akkumulátoros elektromos szedán autótípus. A Volkswagen 2023 januárjában a Las Vegas-i Consumer Electronics Show-n mutatta be álcázva sorozatgyártáshoz közeli változatot. A végleges, sorozatgyártású változatot álcázás nélkül pedig 2023 áprilisában mutatták be. A Volkswagen Passat elektromos utódtípusa. A Volkswagen 700 kilométeres WLTP-hatótávolságot célzott meg a Volkswagen ID.7 esetében.

## A koncepcióautó
A Volkswagen ID.7 alapjául szolgáló Volkswagen ID.Aero koncepcióautót 2022 júniusában mutatták be.

## A sorozatgyártású változat

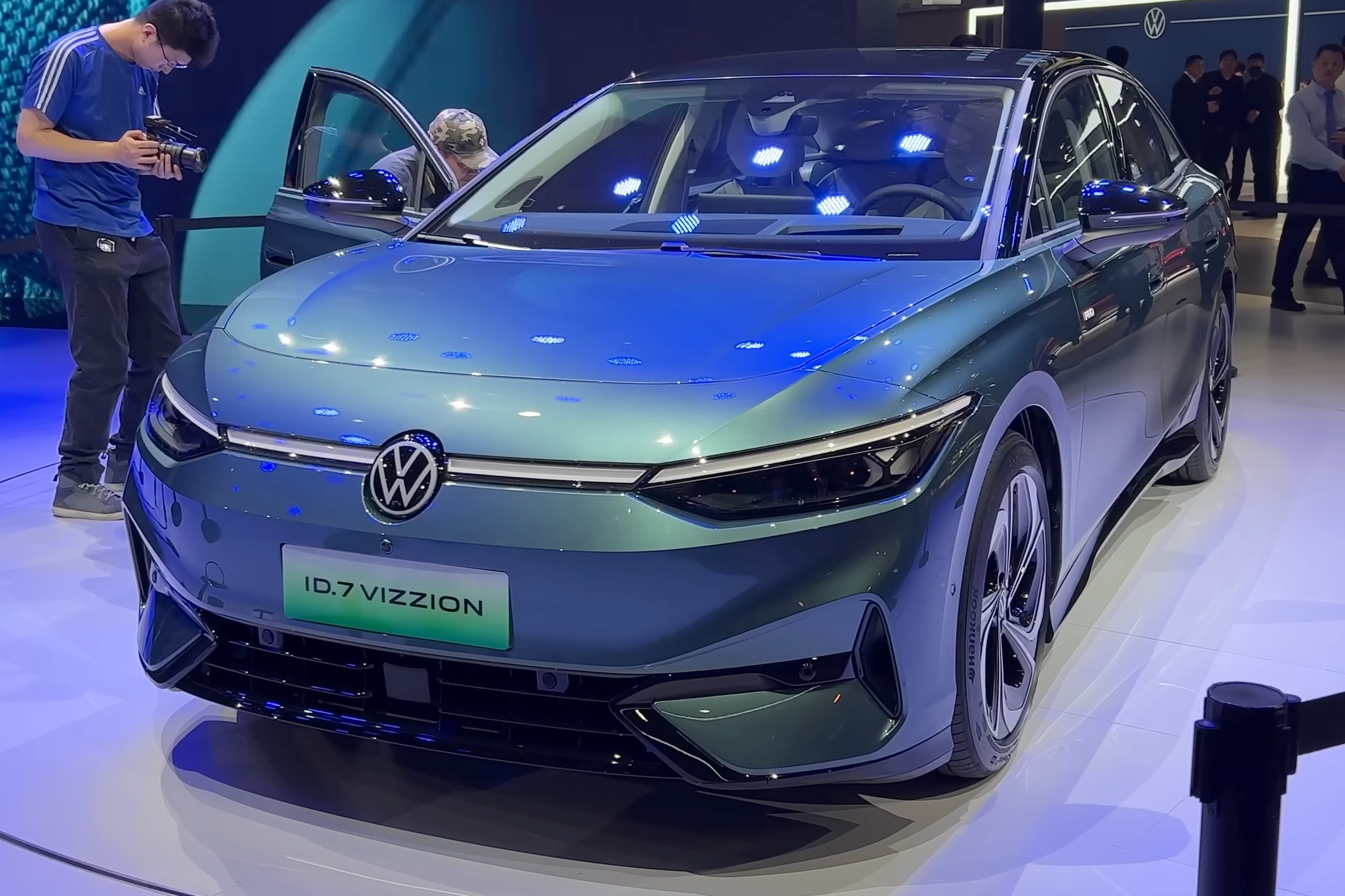
Elölnézetből
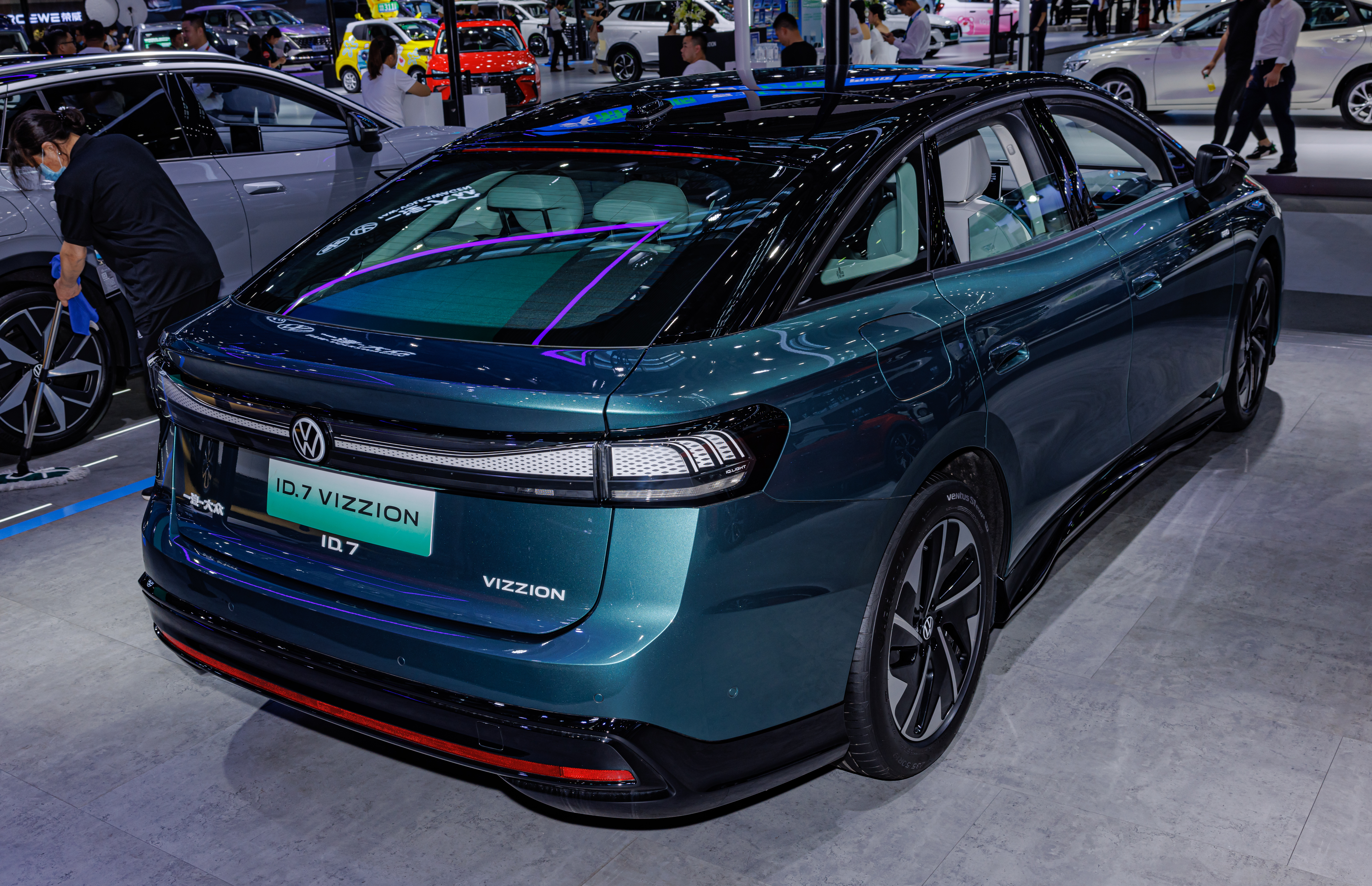
Hátulnézetből
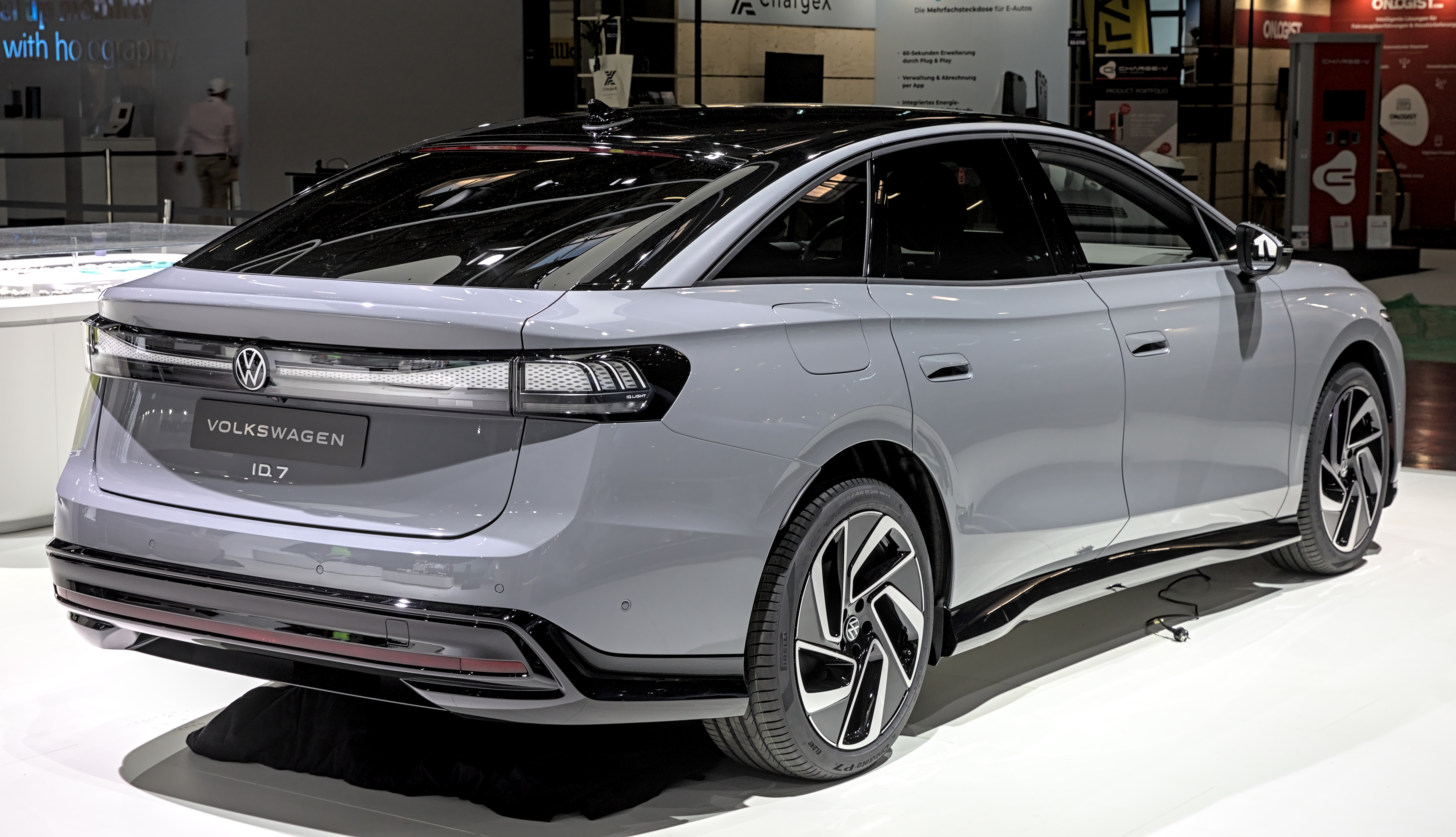
Hátulnézetből
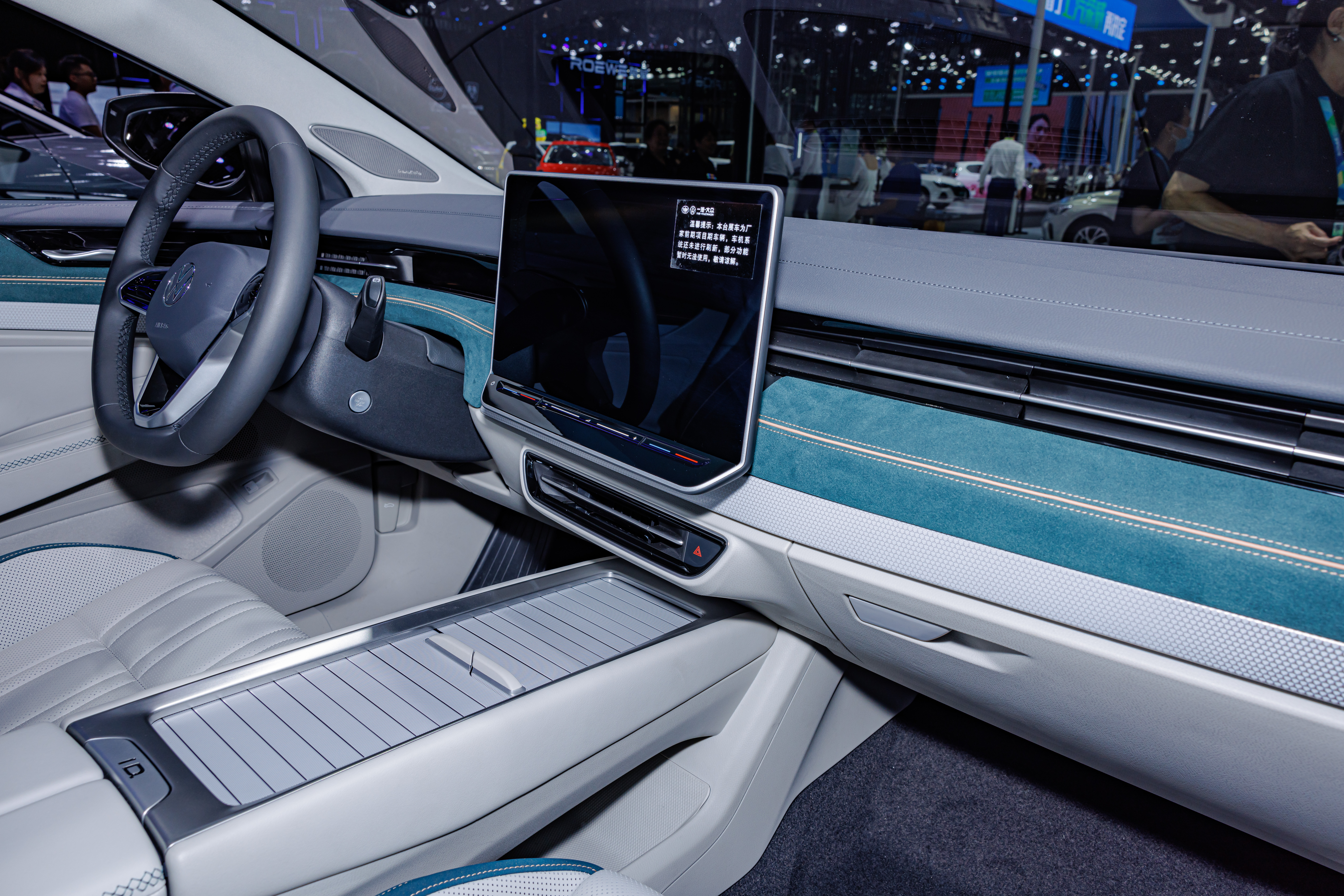
A Volkswagen ID.7 belső tere

A teljesen elektromos ID.7 prototípusairól több alkalommal is fényképek kerültek nyilvánosságra a tesztelésük során. A típus hivatalos világpremierjére 2023. április 17-én került sor, egyszerre Berlinben és a Sanghaji Autószalonon. Az autó 77 kWh és 85 kWh hasznosítható kapacitású lítium-ion akkumulátorokkal elérhető.

### Belső tér
A műszerfalon egy kis digitális kijelző, valamint egy a kiterjesztett valóság funkcióival rendelkező head-up kijelző található a műholdas navigációhoz, a közepén pedig egy új, 38 cm átmérőjű infotainment érintőképernyő van felszerelve, emellett egy új légkondicionáló működési koncepcióval is rendelkezik. Az érintőcsúszka (tip slider) ki van világítva. Új szoftverrel és érintésvezérléssel szerelték fel. A Volkswagen hangvezérlési rendszerét jelentősen továbbfejlesztették, így a felhasználók számára olyan lehetőségek is rendelkezésre állnak, mint például a nagyteljesítményű töltőpontok hangutasításokkal történő keresése.

### Külső jellemzők
A külső jellemzők közé tartozik az intelligens elektromos krómozással és fényerősségig tartó panorámás napfénytető, amely átlátszóról átlátszatlanra váltható, amely a Volkswagen hangutasításaival működtethető. A 700 wattos Harman Kardon audiorendszer 14 hangszóróval opcionális. Az automatikus parkolás az alapfelszereltség része. Az európai modelleket Travel Assist vezetéstámogató rendszerrel vannak felszerelve. Az első ülések vadonatúj dizájnnal rendelkeznek, és opcionális Climatronic masszázst, valamint hőmérséklet- és nedvességérzékelőket kínálnak, amelyek automatikusan a vezető és az utas igényeihez igazodnak. A klímaberendezés intelligens szellőzőnyílásokkal rendelkezik, amelyek dinamikus mozgással szellőznek anélkül, hogy közvetlenül az utas arcába fújnák a levegőt.

## Specifikációk
A Volkswagen ID.7 hatótávolsága a WLTP szerint legfeljebb 700 km. Ezt egy 86 kWh kapacitású akkumulátor éri el. Egy kisebb, 77 kWh kapacitású akkumulátorral is elérhető, mely esetében a WLTP szerinti hatótávolság 615 km. A töltési teljesítmény 200 kW. A légellenállási együttható 0,23. A jármű állóhelyzetből 5,4 másodperc alatt gyorsul 100 km/órára, végsebessége pedig 180 km/óra.

## Paraméterek
| Modell     | Villanymotor | Akkumulátor                                                 | Hatótávolság (WLTP) | Teljesítmény | Nyomaték | Maximális sebesség | Gyorsulás (0–100 km/óra) | Váltó                                | Meghajtás            | Gyártási időszak   |
| ---------- | ------------ | ----------------------------------------------------------- | ------------------- | ------------ | -------- | ------------------ | ------------------------ | ------------------------------------ | -------------------- | ------------------ |
| ID.7 Pro   | APP 550      | Bruttó 82 kW (nettó 77 kW) kapacitású lítiumion akkumulátor | 621 km              | 210 kW       | 550 Nm   | 180 km/óra         | 6,5 mp                   | Egysebességes automata sebességváltó | Hátsókerék-meghajtás |                    |
| ID.7 Pro   | APP 550      | Bruttó 82 kW (nettó 77 kW) kapacitású lítiumion akkumulátor | 621 km              | 210 kW       | 550 Nm   | 180 km/óra         | 6,5 mp                   | Egysebességes automata sebességváltó | Hátsókerék-meghajtás | 2023. augusztustól |
| ID.7 Pro S | APP 550      | Bruttó 91 kW (nettó 86 kW) kapacitású lítiumion akkumulátor | 700 km              | 210 kW       | 550 Nm   | 180 km/óra         | 6,5 mp                   | Egysebességes automata sebességváltó | Hátsókerék-meghajtás |                    |
| ID.7 Pro S | APP 550      | Bruttó 91 kW (nettó 86 kW) kapacitású lítiumion akkumulátor | 700 km              | 210 kW       | 550 Nm   | 180 km/óra         | 6,5 mp                   | Egysebességes automata sebességváltó | Hátsókerék-meghajtás | 2023. októbertől   |

## Fordítás
- Ez a szócikk részben vagy egészben  a   Volkswagen ID.7 című angol Wikipédia-szócikk ezen változatának fordításán alapul.  Az eredeti cikk szerkesztőit annak laptörténete sorolja fel. Ez a jelzés csupán a megfogalmazás eredetét és a szerzői jogokat jelzi, nem szolgál a cikkben szereplő információk forrásmegjelöléseként.